# Adetoneura
Adetoneura là một chi bướm đêm thuộc họ Erebidae.